# Parkland Memorial Hospital
Il Parkland Memorial Hospital è un ospedale attualmente situato al 5201 di Harry Hines Boulevard, a ovest di Oak Lawn a Dallas, Texas.
Originariamente l'ospedale fu costruito nel 1894 su 17 acri di terra situati tra Oak Lawn Avenue e Maple. Il nome Parkland deriva dal fatto che la zona era considerata dalla città come un parco.
Nel 1954 fu ricostruito a un miglio circa di distanza.
In questo stesso ospedale furono ricoverati il Presidente John Fitzgerald Kennedy il 22 novembre 1963, il suo assassino Lee Harvey Oswald e Jack Ruby, l'omicida di Oswald. La morte di JFK fu data alle 13 nella Sala 1; al contempo il Governatore Connally veniva operato nella Sala 2. Due giorni dopo, il 24 novembre, Lee Harvey Oswald veniva ricoverato al Parkland per una ferita d'arma da fuoco sparata da Jack Ruby e moriva. Il 3 gennaio 1967 Jack Ruby moriva per complicazioni polmonari.
Il Parkland Memorial Hospital è l'unico ospedale pubblico della contea di Dallas; i fondi monetari derivano da un'imposta fondiaria che ricade sui residenti della contea. È centro traumatologico, centro ustioni e principale ospedale d'istruzione universitaria del sud-ovest Texas.
Il Parkland memorial Hospital ha anche uno dei più grandi reparti maternità della nazione, con una natalità di 15-16000 bambini all'anno. Si è così creata in Texas una delle primi unità prenatale ad alto rischio.
L'ospedale, oltreché essere centro di cura per i residenti della contea, è un centro medico e chirurgico di riferimento per il Texas del Nord e il sud-est dell'Oklahoma.